# Megalomus pyraloides
Megalomus pyraloides är en insektsart som beskrevs av Jules Pièrre Rambur 1842. Megalomus pyraloides ingår i släktet Megalomus och familjen florsländor. Inga underarter finns listade i Catalogue of Life.